# Gus Lesnevich
Gus Lesnevich, właśc. Gustav George Lesnevich (ur. 22 lutego 1915 w Cliffside Park w stanie New Jersey, zm. 28 lutego 1964 w Cliffside Park) – amerykański bokser, zawodowy mistrz świata kategorii półciężkiej.
Rozpoczął karierę boksera zawodowego w 1934. Obok wielu zwycięstw zanotował też kilka porażek, m.in. z ówczesnym mistrzem świata wagi średniej Freddiem Steelem (17 listopada 1936 w Los Angeles przez techniczny nokaut w 2. rundzie) i byłym mistrzem świata wagi półśredniej Young Corbettem III (12 marca 1937 w San Francisco przez TKO w 5. rundzie).
17 listopada 1939 w Madison Square Garden w Nowym Jorku Lesnevich zmierzyl się o tytuł mistrza świata wagi półciężkiej, ale został pokonany przez czempiona Billy'ego Conna po 15. rundach na punkty. Takim samym wynikiem zakończyła się walka rewanżowa odbyta 5 czerwca 1940 w Detroit. Conn zrezygnował później z tytułu i nowym mistrzem świata w wersji organizacji NBA został Grek Anton Christoforidis. Lesnevich pokonał Christoforidisa w Nowym Jorku 22 maja 1941 na punkty i został nowym mistrzem świata NBA. Po zwycięskiej walce w obronie tytułu z Tami Mauriello 26 sierpnia tego roku w Nowym Jorku Lesnevich został uznany mistrzem świata wagi półciężkiej również przez NYSAC. Ponownie pokonał Mauriello na punkty 11 listopada 1941 w Nowym Jorku, a w 1942 stoczył tylko dwie walki towarzyskie, obie przegrane: pokonali go Bob Pastor i Jimmy Bivins. W 1943 rozpoczął służbę w United States Coast Guard, która trwała do 1945.
Po powrocie ze służby Lesnevich najpierw znokautował w 1. rundzie Joego Kahuta, potem przegrał przez TKO w 5. rundzie wskutek kontuzji z zawodnikiem wagi ciężkiej polskiego pochodzenia Lee Omą, następnie w obronie tytułu pokonał 14 maja w Londynie Anglika Freddiego Millsa przez TKO w 10. rundzie, a w ostatniej swojej walce w tym roku, 17 września w Londynie, został znokautowany przez brytyjskiego mistrza Europy wagi ciężkiej Bruce'a Woodcocka. Był to jedyny nokaut w karierze Lesnevicha.
28 lutego 1947 w Madison Square Garden Lesnevich po raz kolejny obronił tytuł wygrywając przez TKO w 10. rundzie z Billym Foxem. Później w tym roku znokautował w 1. rundzie byłego mistrza świata Melio Bettinę i dwukrotnie wygrał z Tami Maurello (żadna z tych walk nie była o mistrzostwo). Lesnevich w tym roku został wybrany bokserem roku przez magazyn The Ring.
W 1948 najpierw ponownie pokonał w obronie tytułu Billy'ego Foxa, tym razem przez nokaut w 1. rundzie, a 26 lipca w Londynie utracił mistrzostwo świata po przegranej na punkty w rewanżowej walce z Freddiem Millsem.
W 1949 Lesnevich po wygraniu jednej walki z mało znanym przeciwnikiem przegrał na punkty 23 maja w Cincinnati w walce o tytuł mistrza Ameryki w wadze półciężkiej z przyszłym mistrzem świata Joeyem Maximem. 10 sierpnia tego roku w Nowym Jorku zmierzył się o pas mistrza świata wagi ciężkiej z obrońcą tytułu Ezzardem Charlesem, ale został poddany w 7. rundzie. Była to ostatnia walka bokserska Lesnevicha.